# Orthotrichia paranga
Orthotrichia paranga är en nattsländeart som beskrevs av Wells 1979. Orthotrichia paranga ingår i släktet Orthotrichia och familjen smånattsländor. Inga underarter finns listade i Catalogue of Life.